# Antica Posta di Braccio
L'Antica Posta di Braccio è un palazzo rinascimentale ubicato sul lato sud del parco del Lago Trasimeno, vicino a Sant'Arcangelo di Magione sotto il Castello di Montalera, nell'unico appezzamento di pochi chilometri del territorio del comune di Panicale che si affaccia sul lago, delimitato a ovest dal comune di Castiglione del Lago e ad est dal comune di Magione.

## Storia
Posta di "traffico", lungo la strada lacuale, che congiungeva la Toscana con Perugia, disponeva di alloggi per il signore ed il suo seguito, oltre a magazzini e stalle per i cavalli. Gli ampi saloni, con volta a crociera e camino monumentale in nenfro, in seguito ospitarono un'osteria, come si desume dalle cartine del 1580 e 1602, che riportano l'esistenza dell'Osteria de Braceto (o Braccio). L'attributo di  Braccio discende dal primo proprietario Braccio I Baglioni (1419-1479), condottiero di ventura perugino. Sovrasta uno degli ingressi un antico stemma dei Baglioni. Nel complesso si trovano ancora pozzi dell'epoca forniti da una sorgente tuttora attiva.